# Ethel the Frog
Ethel the Frog – brytyjska grupa heavymetalowa, reprezentująca nurt New Wave of British Heavy Metal. Została założona w 1977 w angielskim Kingston upon Hull przez wokalistę i gitarzystę Douga Shepparda, gitarzystę Paula Tognolę, basistę Terry'ego Hopkinsona i perkusistę Paula Coynersa.
Zespół zadebiutował autorską, heavymetalową aranżacją piosenki "Eleanor Rigby" z repertuaru The Beatles, wydaną jako singel nakładem wytwórni Best Records. W 1979 grupa podpisała kontrakt z wytwórnią EMI, we współpracy z którą Ethel the Frog wydał rok później swój jedyny album, nazwany eponimicznie Ethel the Frog.
Utwór "Fight Back" grupy znalazł się na pierwszej części kompilacji Metal for Muthas.
Zespół rozpadł się w 1981. Tognola i Coyners współtworzyli od 1980 grupę Salem, która zakończyła działalność wydawszy jedynie singel "Cold as Steel" (1982). Sheppard grał kilka lat w zespole No Messiahs, a obecnie występuje jako Paul Douglas. Hopkinson poświęcił się karierze naukowej. Jest obecnie wykładowcą archeologii na University of Leicester.

## Dyskografia
- "Eleanor Rigby" (singel, 1978; reedycja w 1980)
- Ethel the Frog (album studyjny, 1980; reedycja w 1997)